# Arian Leka
Arian Leka (ur. 1966 w Durrës) – albański pisarz i wydawca.

## Życiorys
Ukończył studia z zakresu języka i literatury albańskiej na uniwersytecie w Tiranie. Współtwórca i wydawca cenionego w Albanii magazynu „Poeteka” – kwartalnika poświęconego poezji i kulturze poetyckiej (alb. Poeteka - revistë e përtremuajshme për poezinë dhe kulturën poetike). Jest także inicjatorem i dyrektorem odbywających się w Durres Międzynarodowych Festiwali Poezji. W 2006 roku uzyskał stypendium Heinricha Bölla. Prowadził wykłady dla studentów Uniwersytetu Sztuk w Tiranie. Współpracuje z wydawanym przez wspólnotę bektaszytów czasopismem „Revista Urtesia”, a także z czasopismem „Ars Poetica”. Mieszka w Tiranie.

## Proza
- Ky vend i qetë ku s'ndodh asgjë, Tirana 1994 (Spokojny kraj, w którym nigdy nic się nie wydarzyło, opowiadania)
- Sacro & profano, Tirana 1997 (eseje)
- Veset e të vdekurve, Tirana 1997 (Grzechy zmarłego, opowiadania)
- Legjendat më të bukura të botës, Tirana 1999
- Gjarpri i shtëpisë, Tirana 2002 (Wąż domowy, powieść)

## Poezja
- Anija e gjumit, Tirana 2000 (Statek snu)
- Strabizëm, Tirana 2004 (Zez)